# Sparring (Album)
Sparring ist das erste Mixtape des deutschen Rappers Olli Banjo. Es erschien am 19. Juli 2004 über das Düsseldorfer Label Headrush Records. Das Mixtape ist der zweite Tonträger, mit welchem Banjo in die deutschen Album-Charts einsteigen konnte.

## Konzept
Nachdem auf Banjos Album Erste Hilfe nur sehr wenige Gastrapper vertreten waren, wurde der Rapper, laut eigener Aussage von einer großen Anzahl von Personen, nach den Gründen befragt. Da Banjo den Fokus seiner Soloalben auf sich lenken will, entschied er sich das Konzeptalbum Sparring, auf welchem auf nahezu jedem Lied ein befreundeter Hip-Hop-Musiker zu hören ist, zu veröffentlichen.
Sparring entstand als Vorbereitung auf Banjos zweites Album Schizogenie. Der Titel wurde der in Kampfsportarten vorkommenden Trainingsform des Sparrings entnommen. In einem Interview erklärte der Rapper gegen wen sich die auf dem Mixtape ausgetragenen „Kämpfe“ richten:

„Ich finde Deutschrap [...] zum Kotzen, 90 Prozent kotzen mich richtig an. Und der Kampf ist auf jeden Fall gegen diese 90 Prozent. Ich bin ja ein umgänglicher Mensch, aber ich sehe das ein bisschen wie beim Fußballspielen: Vorher können wir uns gerne die Hand geben und danach können wir uns umarmen, aber während der 90 Minuten ist Krieg.“

Einhergehend damit, werden auf Sparring unter anderem Eko Fresh, Spax, Deichkind und Raptile namentlich erwähnt und angegriffen.

## Titelliste
1. Sparring (Intro) – 2:03
2. Hallo, wie geht's – 2:39
3. Das Biz (feat. Curse) – 3:35
4. Millionär (feat. Ercandize) – 3:12

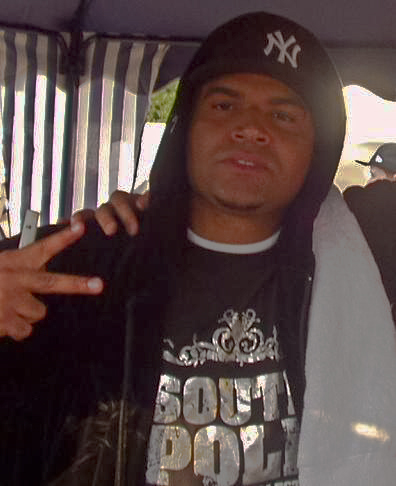
Olli Banjo beim Splash!

5. Ich kotz doch (feat. Italo Reno & Germany) – 3:52
6. Dein Feind – 2:30
7. Durch die Wand (feat. Eizi Eiz) – 3:26
8. Edelschwert (feat. Schivv) – 2:30
9. Ich hate mit dir (feat. Jonesmann) – 3:28
10. Selbstmord (feat. Kool Savas) – 4:02
11. Showtime (feat. Harris) – 3:04
12. Taxi Taxi (feat. Sido) – 4:51
13. Erzähl was du willst (feat. Separate) – 2:38
14. Feuer (feat. Tatwaffe) – 3:07
15. Aschaffenburg City (feat. Leetow & DJ Flow) – 2:45
16. Nashorn – 3:04
17. Schizogenie Preview – 2:47

## Texte

### Kritische Texte
Sparring beinhaltet zu einem Großteil Lieder, die dem Battle-Rap zuzuordnen sind. Eine Ausnahme bildet das Stück Das Biz, auf welchem Curse mit einem Gastbeitrag vertreten ist. In diesem behandeln die beiden Hip-Hop-Musiker die Problematiken, die sich, aufgrund der Strukturen, für Künstler in Deutschland ergeben.

„Du schaust im Fernsehen ein Video von deinem Topidol und wunderst dich, warum ist in Deutschland alles Schrottniveau? Wir versuchen dir zu erklären, worum es eigentlich geht, wie kommen die Reime von meinem Stift auf eine CD. Das Business-ABC, vom Logo, sprich vom kleinen Emblem, bis hin zur Außendarstellung deiner geistigen Idee. Warum die Medien die Qualität meistens nicht sehen, warum Gegner von guter Musik nicht wie Feinde aussehen. [...] Vom Demotape bis hin zum Echo alle Barrieren einreißen. Den Künstler auch in schweren Zeiten der Karriere begleiten. Der Produktmanager koordiniert die Promotion, mit CoOp, mit Coca-Cola, Puma und Nivea-Lotion. Danach kommen die Promoter, die dein Video nehmen, mit Video zu VIVA gehen, die Rotationen vergeben. Die müssen aus Millionen wählen, aus Millionen wird Zehn. Michael Jackson, Bro’Sis und Dieter Bohlen sind Zehn. In Frankreich versucht man das ganze mit Quoten zu regeln und so versucht man jungen Künstlern mehr an Boden zu geben. Doch in Deutschland versucht keiner mal die Toten zu beleben, einheimische Künstler zu fördern, das Niveau anzuheben. Also läuft auf MTV Grönemeyer, obwohl mich seine eigenen Söhne feiern.“

### Storytelling

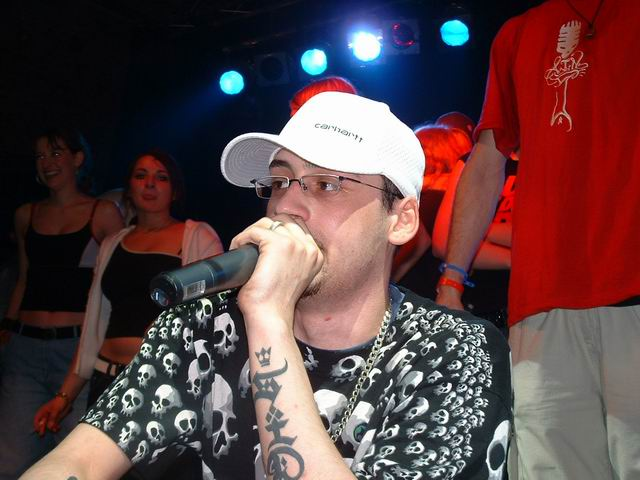
Rapper Sido im Jahr 2003

Das Lied Taxi Taxi kann dem Storytelling-Rap zugeordnet werden. Dieses erschien bereits zuvor auf einer CD des Hip-Hop-Magazins Juice. Banjo nahm Taxi Taxi zusammen mit dem Aggro-Berlin-Rapper Sido auf. Das Stück ist der zweite Teil des Lieds Taxi, welches auf Sidos erstem Soloalbum Maske zu hören ist. In dem Musikstück Taxi spielt Sido einen Bankräuber, der nach einem Überfall in ein Taxi steigt und den Fahrer unter Androhung von Gewalt zwingt vor der Polizei zu fliehen. Olli Banjo spielt den im ersten Teil den Taxifahrer, der bereits nach kurzer Zeit gefallen an der Situation findet und dem Bankräuber von seinem sonst tristen Leben berichtet. Taxi Taxi beschreibt nun die Lage der beiden Protagonisten nach der erfolgreichen Flucht vor der Polizei.

„Ich dachte ich krieg' das hin, mein Leben in den Griff. Doch du hörst auf dich zu bewegen, wenn du kiffst. Du nimmst alles nicht so ernst, bis du lernst, dass du dich so von deinen Träumen nur entfernst. Ich hab mein Leben in die Hand genommen, mir ist die Idee mit der Bank gekommen. Ich hab mir ohne viel zu planen, 'ne Knarre besorgt, Maske auf und rein in die Bank, wie O-Dogg. Die Schalterfrau mit einem Schuss eliminiert, Geld genommen, raus gerannt, Taxi entführt. In dieser Situation rechnet man echt mit allem, nur nicht mit einer Geisel wie dem, ihm hat's gefallen.
Er gab Vollgas, man merkte er hat voll Spaß, wäre ich ein Pole, dann hätt' ich gesagt: „Was soll das?“. Wir haben's geschafft bis nach Mallorca und sind Freunde, jetzt zählt Olli unser Geld, während ich mich bräune.“

### Battle-Rap
Da Olli Banjo zahlreiche Gastrapper auf Sparring vereint, sind die Lieder zu einem Großteil dem Battle-Rap zuzuordnen. Nashorn, welches den Abschluss von Sparring bildet, ist ein Beispiel dieses Genres. Das Lied ist gleichzeitig einer der wenigen Stücke, auf denen Banjo allein rappt. Zu Nashorn wurde außerdem ein Videoclip gedreht.

„Ich bin zurück im Geschäft Punks, 2004 fängt der Stress an. Denn ab hier wird alles neu, mein neues Album mit mehr Schwanz, warum sich deine Freundin verkrampft - hast du sie enttäuscht? Meine Platte wird die Rettung für deutschen Rap wie die Neptunes, drüben in Amerika. Ich find' weit und breit keinen Act cool, von mir aus könnt ihr alles wegspulen. Geh üben Legastheniker! [...] Ich bin enttäuscht von Rap. Alle Platten sind 'n Witz, Spast. Auch wenn du schon deinen Hit hast. Gib mir dein Geld. Olli Rambo macht deine Hits platt, hol dich runter auf den Boden wie "Sitz-Platz". Ich korrigier' deine Welt. Ich hab 'n G-Pepp dabei, wach auf besser Penner, uns fehlt beim Rap am Mic der gemeinsame Nenner. Ich seh' peinliche Rapper, die ohne ihre Stadt kentern. Du musst deine Styles verbessern, um dein Hype zu verlängern. [...] Fazit: Ich bin tolerant wie ein Nazi. Mir fehlt Respekt. Ihr wollt alle nur 'n paar Beats, 'nen Doppelreim und Part - das kann jeder Depp. Die Industrie ist so eklig, dass MTV und VIVA AIDS kriegt. Ich mach nen Test. Bin auf Koka wie Oasis, weil ich weiß, wie heiß mein Tape ist. Hol dir die Platte jetzt!“

## Produktion
Das Mixtape wurde von Roe Beardie, der einer der Gründer von Headrush Records ist, produziert. Nur der Beat eines Lieds wurde von DJ Flow übernommen.

## Gastbeiträge

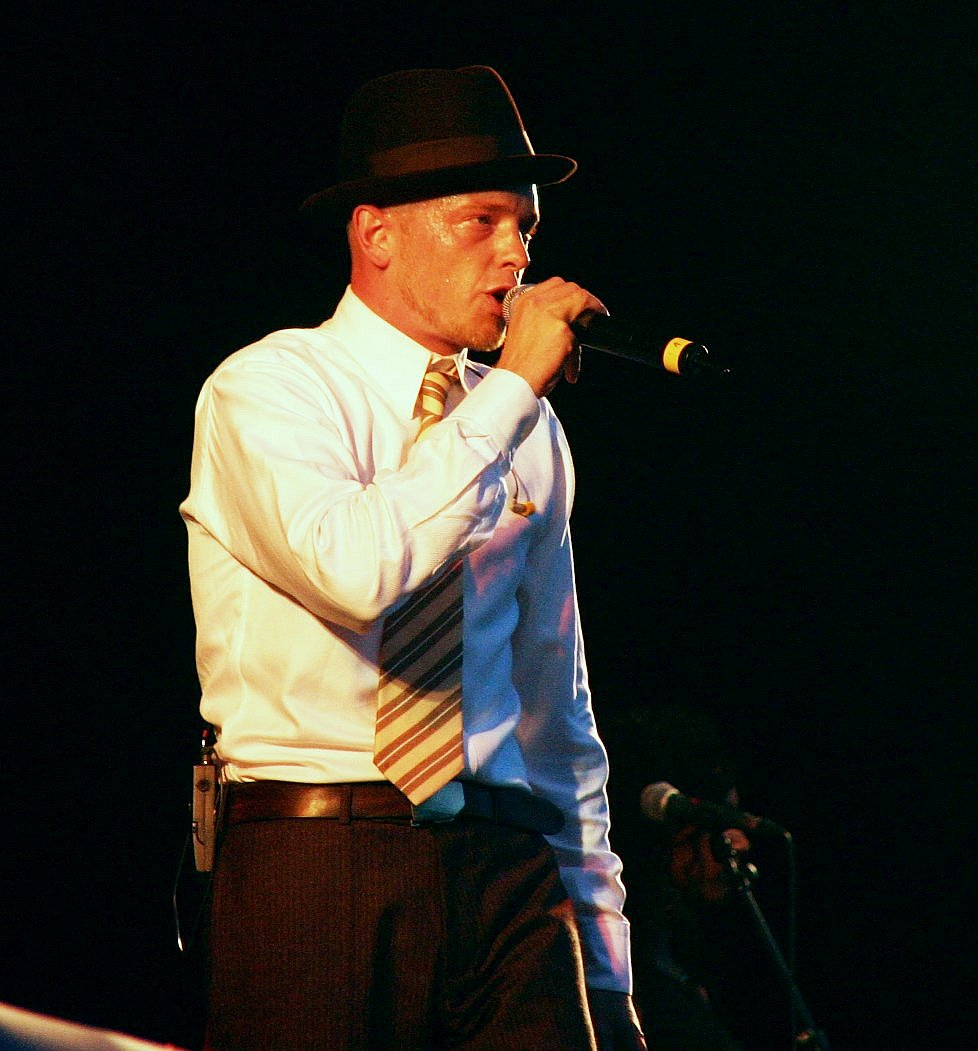
Eizi Eiz, der auf dem Lied Durch die Wand zu hören ist

Sparring beinhaltet eine Reihe musikalischer Gäste, die zu den erfolgreichsten deutschen Rappern zählen. So sind die Berliner Rapper Sido, Kool Savas und Harris an je einem Musikstück beteiligt. Aus Minden sind das Hip-Hop-Duo Italo Reno & Germany und Curse vertreten. Auf dem Lied Ich hate mit dir ist der Sänger und Rapper Jonesmann zu hören. Mit diesem plant Banjo bereits seit der Erscheinung von Sparring ein gemeinsames Album aufzunehmen. Edelschwert entstand in Zusammenarbeit mit Schivv, welcher heute als Anwalt arbeitet und das Rappen lediglich als Hobby verfolgt. Weitere sogenannte Features kommen von Ercandize, dem Mainzer Separate, Leetow & DJ Flow, dem Die-Firma-Mitglied Tatwaffe und Eizi Eiz. In einem Interview wurde Banjo darauf angesprochen wie die Auswahl der großen Menge bekannter Rapper zustande gekommen war:

„Die Leute habe ich alle im Laufe der Zeit getroffen und kennen gelernt. Man hatte das erste Mal Sympathie miteinander und überlegte sich einen Track aufzunehmen. Das sammelte ich dann alles und ich habe die auf ein Album gepackt. Es war nie so, dass irgendwas mit dem Management gecheckt wurde, oder so. Das ist alles eher natürlich entstanden.“

## Vermarktung
Vor der Veröffentlichung von Sparring erschien bereits das Lied Nashorn. Dieses wurde kostenlos zum Runterladen ins Internet gestellt. Zu Nashorn wurde außerdem ein Videoclip gedreht. Die Dreharbeiten fanden am 7. und 8. Juni 2004 in Köln und Düsseldorf statt. Das Video wurde unter der Regie von Katja Kuhl gedreht.

## Rezeption

### Erfolg
Sparring ist nach Erste Hilfe der zweite Tonträger, mit dem Olli Banjo in die Album-Charts einsteigen konnte. Das Mixtape stieg in der 32. Kalenderwoche des Jahres 2004 auf Position 79 der Hitparade ein. Nach einer Woche stieg Banjos erstes Mixtape am 8. August wieder aus der Liste der 100 meistverkauften Alben der Woche aus.

### Kritiken
Die Bewertungen des Mixtapes fielen durchwachsen aus. So vergab die Internetseite Laut.de lediglich einen von möglichen fünf Bewertungspunkten an Sparring. Damit erhielt der Tonträger die schlechteste Wertung, die in diesem Bewertungssystem möglich ist. In der Begründung werden die Beats als „überwiegend langweilig, chaotisch, unstrukturiert“ bezeichnet. Auch die Texte fallen in der Rezension von Philipp Gässlein als „unerträglich primitiv“ durch:

„„Sparring“ ist […] ein Album, das die Welt nicht braucht und für das sich nicht nur Olli Banjo, sondern auch die beteiligte sogenannte Crème de la Crème des Deutschrap entschuldigen sollte. Siebzehn Tracks, fünfzehn Skips, das kann schon mal nicht angehen. Und Zeilen wie „Ich bin tolerant wie ein Nazi“ sind auch nicht unbedingt geeignet, das Niveau des Deutschrap zu heben.“

Zu einer fast gegenteiligen Ansicht kamen die Autoren des Hip-Hop-Magazin Juice. In diesem erhielt Olli Banjo 4,5 Bewertungspunkte, sogenannte „Kronen“. Die höchste Wertung, die in der Juice möglich ist, beläuft sich auf sechs Kronen.

„Banjo ist back. Während er den deutschen Rap letztes Jahr noch mit „Erste[r] Hilfe“ rettete, gibt er ihm nun in der Vorbereitung auf seinen zweiten großen Solofight mit Sparring schon eine neue Perspektive. Das Konzeptalbum für zwischendurch weitet boxübliche Distanzen auf ganze 16 Runden aus und Olli hält sich und seine Gäste dabei konstant im Infight. […] Der Wahlkölner beißt einem vornehmlich schnell, humorvoll, komplex und dennoch punktgenau das Ohr ab und genießt es roh und blutig. Das Beatgerüst […] kickt durch die Bank hoch synthetisch und deckt von hypno bis psycho alles ab, was dazu taugt, den Druck der Reime zu intensivieren.“